# Boya (aforador)

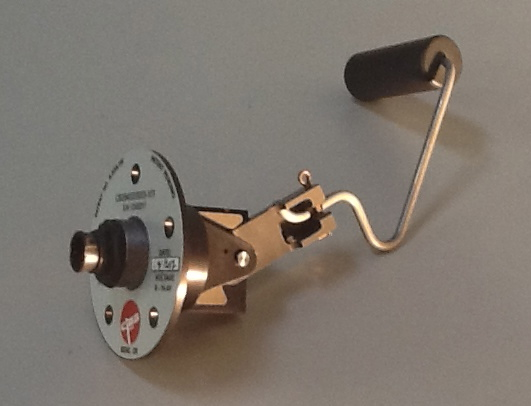
Boya magneto-resistiva

Una boya de nivel de líquido, o aforador de nivel, es un objeto esférico, cilíndrico, oblongo o con otra forma similar, fabricado con materiales rígidos o flexibles, que flota en el agua y otros líquidos. Se trata de un aparto mecánico utilizado frecuentemente como indicador visual para la medida de nivel de un líquido o para determinar-marcar su superficie También se pueden incorporar a mecanismos de conmutación o a tubos translúcidos para fluidos como componente en la supervisión o control del nivel del líquido que circula.

## Tipo
Las boyas interruptor, utilizan el principio de flotabilidad del material (diferencia de densidades) para seguir los niveles del líquido dentro de un contenedor o depósito. Los boyas sólidas suelen ser de plástico con una densidad inferior al agua u otro líquido donde se aplican, de forma que flotan. Los flotadores vacíos llenos de aire son mucho menos densos que el agua u otros líquidos, y son apropiados para algunas aplicaciones.
Las boyas magnéticas de acero inoxidable son boyas tubulares, que se utilizan para la activación de un interruptor reed; Tienen una conexión a tubo vacío que los atraviesa. Estas boyas magnéticas se han convertido en equipos estándar en los entornos donde la fuerza, la resistencia a la corrosión y la flotabilidad son necesarias. Se fabrican soldando dos medios caparazones (cilindros, esferas, etc). El proceso de soldadura es crítico para la durabilidad de la boya. La soldadura es una soldadura de penetración completa que proporciona una costura suavemente acabada, difícilmente distinguible del resto de la superficie de la boya.